# عبد الرزاق مقري
عبد الرزاق مَقْري من مواليد 23 أكتوبر 1960 مفكر، سياسي جزائري وبرلماني سابق، ورئيس حركة مجتمع السلم الجزائرية  سابقا ، وهو الأمين العام لمنتدى كوالالمبور للفكر والحضارة منذ مارس 2015.

## سيرة
ولد مقري وعاش في ولاية المسيلة شرق الجزائر العاصمة. وفي بداية الثمانينات من القرن الماضي، أيام دراسته الجامعية في مدينة سطيف والتي درس بها الطب، تميز بنشاطه الطلابي والدعوي في ولايات الشرق الجزائري، وكان ذلك في إطار ما سمي حينها بالصحوة الإسلامية.
وقد عرف بداية في ولاية المسيلة أنه إمام وخطيب لصلوات الجمعة في عدة مساجد.
وبعد تأسيس حركة المجتمع الإسلامي حماس سنة 1991 (حمس لاحقا) من قبل محفوظ نحناح ورفيق دربه محمد بوسليماني ضُمَّ إلى المكتب التنفيذي الوطني للحركة، واستمر فيه إلى غاية وفاة المؤسس، ثم استمر فيه كذلك بعده نائباً لرئيس الحركة الذي خلف المؤسس - أبو جرة سلطاني، ثم رئيسًا للحركة منذ 2013 إلى غاية 19 مارس 2023 عندما خلفه عبد العالي حساني شريف. 
متزوج وأب لثمانية بينهم بنتين.

## نشاطه السياسي وتوجهاته
و هو كذلك -أي عبد الرزاق مقري - مدير مركز البصيرة للبحوث والاستشارات والخدمات التعلّمية. والذي عرف أيضا بمعارضته للنظام الحاكم في الجزائر  فقد ساهم بشكل كبير في سحب حركة مجتمع السلم نحو تبني خطاب المعارضة  بعد خروجها من التحالف الرئاسي لسبب فشل النظام في تبني إصلاحات سياسية حقيقية في ظل وضع إقليمي خاص ميزته ثورات الربيع العربي، ويقال أن للدكتور عبد الرزاق مقري دورا رئيسيا في فك هذا الارتباط الذي استمر بين حمس والنظام لأكثر من 15 سنة. هو في الأصل حامل لدكتوراه في الطب - مهنته الأصلية- والتي زاولها في مسقط رأسه - المسيلة - إلى غاية سنة 1997، العام الذي تم انتخابه فيه عضوا في البرلمان الجزائري والذي استمر فيه إلى غاية 2007 رافضا إعادة الترشح مرة أخرى حسب ما صرح به في الصحف حينها. خلال السنوات العشر من نيابته في البرلمان تقلد منصب نائب رئيس المجلس الشعبي الوطني وكذا رئيس الكتلة البرلمانية لحزبه. بعد خروجه من البرلمان برز أكثر كنائب لرئيس حركة مجتمع السلم وذلك بعد أن تم تجديد انتخابه في هذا المنصب لمدة خمس سنوات جديدة خلال المؤتمر الوطني للحركة سنة 2008  ثم كرئيس للحركة بعد انتخابه وتزكيته من المؤتمرين في منافسة وصفت بالديمقراطية مع عبد الرحمن سعيدي رئيس مجلس الشورى السابق خلال المؤتمر الخامس سنة 2013.
بعد أن فصل مجلسي شورى حركة مجتمع السلم وجبهة التغيير فيما عرف بـ جمعة الوحدة بترسيم الوحدة بين أبناء حركة الراحل محفوظ نحناح مطلع عام 2017 تنازل الدكتور عبد الرزاق مقري عن رئاسة الحركة للأستاذ عبد المجيد مناصرة بعد ترسيم الوحدة يوم 22 جويلية 2017 ليقتسمها الطرفان 5 أشهر لكل طرف في المؤتمر التوافقي الإستثنائي لترسيم الوحدة.

## نشاطه الفكري والثقافي

### مركز البصيرة للبحوث والاستشارات والخدمات التعليمية
اما عن نشاطه الفكري والثقافي فمن أبرز ذلك تأسيسه لمركز البصيرة للبحوث والاستشارات والخدمات التعليمية والذي يديره حاليا. وهو مدير تحرير الدوريات المتخصصة الصادرة عن المركز أيضا، وهي دراسات اقتصادية، دراسات إستراتيجية، دراسات إسلامية، دراسات قانونية، دراسات اجتماعية، دراسات أدبية. ويعتبر باحثا متعاونا مع العديد من المراكز البحثية العربية مثل مركز دراسات الشرق الأوسط (الأردن) ، مركز الإعلام العربي (مصر) ، مركز الزيتونة للدراسات الاستشارات (لبنان).
انتخب عبد الرزاق مقري أمينًا عامًا لمنتدى كوالالمبور للفكر والحضارة الذي يرأسه مهاتير محمد في 14 - 16 مارس 2015 في جزيرة لينكاوي بـماليزيا.

### أكاديمية جيل الترجيح
عبد الرزاق مقري هو المؤسس والرئيس الفخري لأكاديمية جيل الترجيح للتأهيل القيادي  والتي تعنى بتكوين عدد من الشباب وتدريبهم على القيادة في عدة أقاليم من الجزائر. كما يعتبر مقري نفسه تلميذا لمحمد أحمد الراشد الذي هو من أكبر المنظرين لفكر الاخوان في العصر الحديث خاصة في الجانب التربوي الذي اعتمد عليه كثيرا في تأسيسه لأكاديمية جيل الترجيح.

## دوليا
أما عن نشاطه الدولي، فان لمقري ظهور بارز في دعم القضية الفلسطينية  وقد يكون أكثر المغاربيين نشاطا وتحركا في هذا الاتجاه وهو عضو في مجلس أمناء مؤسسة القدس الدولية التي يرأسها يوسف القرضاوي كما أنه أمين عام فرع الجزائر. وقد كان من رواد أسطول الحرية الشهير الذي اعترضته القوات الإسرائيلية  وفتلت عددا من ركابه، حيث ذكر بينهم قبل أن يتأكد أن الخبر غير صحيح. بعد المنع الإسرائيلي لأسطول الحرية من دخول المياه الإقليمية لغزة، سنحت له فرص أخرى لدخول غزة أبرزها كان مع قافلة شريان الحياة 5  والتي ترأسها النائب البريطاني المناصر للقضايا العربية جورج غالاوي وقد كان مقري خلال هذه القافلة رئيسا لوفد المغرب العربي، وأيضا قافلة أميال من الابتسامات 18  التي صادفت احتفال الفلسطينيين هناك بذكرى ربع قرن من انطلاقة حركة حماس وكذا الاحتفال بما اعتبرته حماس نصرا عسكريا في معركة حجارة السجيل (عمود السحاب - حسب التسمية الإسرائيلية).
وقد كرمه خلال إحدى زياراته لغزة إسماعيل هنية رئيس الحكومة الفلسطينية في غزة بالجنسية الفلسطينية رفقة جميع المشاركين في أسطول الحرية نظير جهودهم في كسر الحصار عن غزة.

## الخبرات العلمية
- دكتوراه في الطب (جامعة سطيف ـ الجزائر).
- ماجستير في الشريعة والقانون (كلية الشريعة ـ جامعة الجزائر).
- شهادة ما بعد التدرج في علوم التسيير (المعهد الوطني للإنتاجية والتنمية الصناعية ـ بومرداس).
- يعد دكتوراه في كلية العلوم الإسلامية بالجزائر حول الأزمة المالية العالمية.

## الخبرات العملية

### في المجال السياسي والبرلماني
- عضو مؤسس في حركة مجتمع السلم ورئيس الحركة سابقا.[2][25]
- نائب في المجلس الشعبي الوطني لعهدتين 1997-2007.
- نائب رئيس المجلس الشعبي الوطني سابقا.
- رئيس الكتلة البرلمانية لحركة مجتمع السلم سابقا.
- نائب رئيس مجلس اتحاد برلمانات الدول الأعضاء في منظمة المؤتمر الإسلامي سابقا.
- عضو مؤسس للمنتدى العالمي للبرلمانيين الإسلاميين.

### في المجال الفكري والثقافي
- مدير مركز البصيرة للبحوث والاستشارات والخدمات التعلّمية.
- مدير تحرير دوريات متخصصة محكّمة: دراسات اقتصادية، دراسات إستراتيجية، دراسات إسلامية، دراسات قانونية، دراسات اجتماعية، دراسات أدبية.
- باحث متعاون مع العديد من المراكز البحثية العربية: مركز دراسات الشرق الأوسطـ (الأردن)، مركز الإعلام العربي (مصر)، مركز الزيتونة للدراسات والاستشارات (لبنان)
- رئيس فخري لأكاديمية جيل الترجيح للتأهيل القيادي.
- عضو مجلس أمناء مؤسسة القدس العالمية وأمين عام فرع الجزائر.
- عضو اللجنة الدولية لكسر الحصار على غزة ورئيس الوفد الجزائري في أسطول الحرية، وشريان الحياة 5، ومسيرة القدس العالمية.
- مشاركات في مؤتمرات ومنتديات فكرية وسياسية في العديد من الدول.

## مؤلفاته
له عدة كتابات ومؤلفات وبحوث منها ما ينشره في شكل مقالات في الصحف الجزائرية ومنها ما تم تأليفه على شكل كتب:
- صدام الحضارات: محاولة للفهم.
- الحكم الصالح وآليات مكافحة الفساد.
- درب المقاومة: جهاد الشعب الجزائري ضد الاحتلال (1830 - 1962).
- مدخل لفهم العلاقات الدولية.
- المشكلات العالمية الكبرى والعلاقات الدولية (دراسة مقارنة بين الشريعة الإسلامية والقانون الدولي حول مشكلات التنمية والبيئة في العالم).
- الانتقال الديمقراطي في الجزائر: رؤية ميدانية.
- الجزائر وفلسطين: الموقف والمشاركة.
- المشروع الإسلامي: هويته، أهدافه، أدواته، مصادر قوته.
- الإسلام والديموقراطية: نحو مواطنة فاعلة (تأليف جماعي).
- البيت الحمسي: مسارات التجديد الوظيفي في العمل الإسلامي.

## وصلات خارجية
- مركز البصيرة للدراسات والبحوث والخدمات التعلّمية
- موقع أكاديمية جيل الترجيح للتأهيل القيادي
- موقع حركة مجتمع السلم
- مركز دراسات الشرق الأوسط - الأردن
- الموسوعة الإخوانية

1. ↑  الأنباء الجزائرية، عبد الرزاق مقري ينتخب رئيسا لحركة مجتمع السلم. نسخة محفوظة 11 فبراير 2020 على موقع واي باك مشين. [وصلة مكسورة]
2. 1 2 3  الدكتور عبد الرزاق مقري رئيسًا للحركة، بيان تزكية الدكتور عبد الرزاق مقري على رأس حركة مجتمع السلم. نسخة محفوظة 05 أغسطس 2017 على موقع واي باك مشين.
3. 1 2  الدكتور عبد الرزاق مقري أمين عام منتدى كوالالمبور للفكر والحضارة . نسخة محفوظة 27 يونيو 2017 على موقع واي باك مشين.
4. ↑  الموقع الرسمي لقناة France24 ، الجزائر: انسحاب "حركة مجتمع السلم" من الائتلاف الرئاسي نسخة محفوظة 21 مارس 2017 على موقع واي باك مشين.
5. ↑  اختيار شخصية معارضة للسلطة على رأس إخوان الجزائر،تقرير على العربية نت . نسخة محفوظة 20 مارس 2017 على موقع واي باك مشين.
6. ↑  إخوان الجزائر يجنحون لـ"معارضة" النظام،تقرير على الجزيرة نت. نسخة محفوظة 09 مايو 2013 على موقع واي باك مشين.
7. ↑  إخوان الجزائر يجنحون لـ"معارضة" النظام،عبد الرزاق مقري مهندس "فك الارتباط" مع الحكومة - الجزيرة نت. نسخة محفوظة 09 مايو 2013 على موقع واي باك مشين.
8. ↑  جزايرس ، مقال الدكتور عبد الرزاق مقري : «وجودنا في التحالف ليس زواجا كاثوليكيا» نسخة محفوظة 20 مارس 2017 على موقع واي باك مشين.
9. ↑  قائمة نواب المجلس الشعبي الوطني  ، الفترة التشريعية الرابعة : 1997 - 2002 نسخة محفوظة 23 سبتمبر 2015 على موقع واي باك مشين.
10. ↑  قائمة نواب المجلس الشعبي الوطني ، الفترة التشريعية الخامسة 2002-2007 نسخة محفوظة 4 مارس 2016 على موقع واي باك مشين.
11. ↑  الموقع الرسمي للمجلس الشعبي الوطني الجزائري نسخة محفوظة 20 نوفمبر 2017 على موقع واي باك مشين.
12. ↑  الدكتور عبد الرزاق مقري رئيسًا للحركة، مقال عن جريدة الخبر اليومي. نسخة محفوظة 07 أبريل 2014 على موقع واي باك مشين.
13. ↑  تحيا الجزائر (23 يوليو 2017)، ترسيم الوحدة بين حركة مجتمع السلم و جبهة التغيير، مؤرشف من الأصل في 2019-12-15، اطلع عليه بتاريخ 2017-08-05
14. ↑  الموقع الرسمي لمركز البصيرة للبحوث والدراسات[وصلة مكسورة] ، مركز البصيرة للبحوث والدراسات والاستشارات والخدمات التعلمية والتدريبية "نسخة مؤرشفة". مؤرشف من الأصل في 2014-04-07. اطلع عليه بتاريخ 2020-09-19.{{استشهاد ويب}}:  صيانة الاستشهاد: BOT: original URL status unknown (link)
15. ↑  مركز دراسات الشرق الأوسط ، مركز دراسات الشرق الأوسط بالأردن. نسخة محفوظة 19 يوليو 2017 على موقع واي باك مشين.
16. ↑  مركز الإعلام العربي، جمهورية مصر العربية. [وصلة مكسورة] نسخة محفوظة 11 يوليو 2015 على موقع واي باك مشين.
17. ↑  مركز الزيتونة للدراسات والاستشارات ، بلبنان. نسخة محفوظة 21 ديسمبر 2014 على موقع واي باك مشين.
18. ↑  أكاديمية جيل الترجيح ، إدارة أكاديمية جيل الترجيح للتأهيل القيادي. نسخة محفوظة 14 مارس 2013 على موقع واي باك مشين. [وصلة مكسورة]
19. ↑  أكاديمية جيل الترجيح، فيديو يشرح عمل أكاديمية جيل الترجيح للتأهيل القيادي. نسخة محفوظة 12 مارس 2017 على موقع واي باك مشين.
20. ↑  جريدة الشروق اليومية ، حوار في جريدة الشروق اليومية (2011/07/02) حول مشاركة الدكتور عبد الرزاق مقري في القافلة الدولية لكسر الحصار عن غزة - أسطول الحرية. "نسخة مؤرشفة". مؤرشف من الأصل في 2017-05-04. اطلع عليه بتاريخ 2020-10-14.{{استشهاد ويب}}:  صيانة الاستشهاد: BOT: original URL status unknown (link)
21. ↑  موقع قناة العربية ، تغطية قناة العربية للوفد الجزائري المشارك في أسطول الحرية. نسخة محفوظة 20 مارس 2017 على موقع واي باك مشين.
22. ↑  موقع حركة مجتمع السلم ، تغطية الموقع للوفد الجزائري المشاارك في شريان الحياة 5 . نسخة محفوظة 04 مارس 2016 على موقع واي باك مشين.
23. ↑  موقع مركز الزيتونة ، دعوة الدكتور عبد الرزاق مقري للمشاركة في قافلة النفير - أميال من الابتسامات 18. نسخة محفوظة 07 أبريل 2014 على موقع واي باك مشين.
24. ↑  فلسطين أون لاين ، تغطية الموقع لقافلة أميال من الابتسامات 18. نسخة محفوظة 24 فبراير 2017 على موقع واي باك مشين.
25. ↑  ElKhabar. "الخبر- مناصرة يترأس حركة مجتمع السلم بعد ترسيم الوحدة". www.elkhabar.com (بالإنجليزية). Archived from the original on 2017-08-18. Retrieved 2017-08-05.